# Доронченко, Сергей Викторович
Серге́й Ви́кторович Доро́нченко (укр. Сергій Вікторович Доронченко; 26 ноября 1966, Орджоникидзе) — советский и украинский футболист, полузащитник.

## Карьера игрока
Начинал выступления в большом футболе в составе краснодарской «Кубани» в Первой лиге чемпионата СССР. В 1985 году провёл один матч в высшей лиге за СКА Ростов-на-Дону.
После в течение нескольких лет поменял несколько клубов из первой и второй лиг, нигде не задерживаясь больше года (за исключением «Кубани»).
В 1991 провёл успешный сезон в составе «Новбахора», который в тот год был дебютантом 1-й лиги. Однако поскольку в 1992 решение проводить объединённый чемпионат стран СНГ так и не было принято, покинул среднеазиатский клуб и перешёл в украинскую «Ворсклу». За неё, с перерывами, играл до 1995 года. Перерывы были связаны с кратковременными выступлениями в чемпионатах других стран: в 1993 играл в высшей лиге чемпионата Болгарии по футболу за «Этыр», а в 1994 отыграл 24 игры в высшей лиге чемпионата России по футболу за тольяттинскую «Ладу».
С 1996 по 1999 играл в нескольких клубах России и Украины. Завершил игровую карьеру в карагандинском «Шахтёре» в 1999 году.

## После карьеры игрока
С 2008 года занимает должность спортивного директора в ФК «Кубань». В марте 2011 года оказался втянут в скандал, после того как бывший игрок «Кубани» Никола Никезич заявил, что его угрозами вынудили расторгнуть контракт. Решением комитета РФС по этике от 18 апреля 2011 года Доронченко был отстранён от должности до окончания сезона 2011/12. Однако затем, 10 мая, Апелляционный комитет РФС отменил эти санкции.
24 июля 2015 Доронченко подтвердил, что уже не имеет к «Кубани» никакого отношения.